# François Maupu
Pour les articles homonymes, voir Maupu.
François Maupu est un évêque catholique français, né le 30 août 1939 à Neuville-aux-Bois (Loiret).
Il a été évêque de Verdun de 2000 à 2014 et en est évêque émérite depuis.

## Biographie

### Formation
Après des études de lettres à Orléans et Paris qui lui ont permis d'obtenir une licence dans cette discipline, François Maupu entre au séminaire de l'institut catholique de Paris où il obtient une licence de théologie.
Il est ordonné prêtre le 20 octobre 1964 pour le diocèse d'Orléans.

### Principaux ministères

#### Prêtre
Après avoir enseigné le français de 1965 à 1971, il est aumônier d'établissements scolaires à Orléans jusqu'en 1980 tout en enseignant la théologie au centre d'études et de réflexion chrétiennes (CERC) dont il devient directeur de 1981 à 1984. Il est ensuite nommé curé de la paroisse Saint-Marceau à Orléans, puis économe diocésain et vicaire général de 1989 à 1997.
Il est par ailleurs aumônier diocésain des scouts de France de 1975 à 1989, responsable diocésain des aumôneries de l'enseignement public de 1978 à 1980, coordinateur de la pastorale des jeunes de 1978 à 1984, membre de l'équipe d'animation du séminaire d'Orléans de 1980 à 1984 et délégué diocésain à l'apostolat des laïcs de 1989 à 1994.

#### Évêque
Nommé évêque de Verdun le 9 mars 2000, il est consacré le 30 avril 2000.
Au sein de la Conférence des évêques de France, il est président de « Justice et Paix - France » à compter de 2003 et président du Conseil pour les mouvements et associations de laïcs. Le 8 novembre 2008, il est réélu pour un mandat de trois ans président de ce conseil renommé en Conseil pour les mouvements et associations de fidèles.
Il préside également la Commission des mouvements apostoliques et des associations de fidèles.
Le 3 juillet 2014, le pape accepte sa démission pour raison d'âge et choisit Jean-Paul Gusching pour lui succéder. Il reste cependant administrateur apostolique dans l'attente de l'ordination épiscopale de son successeur le 21 septembre 2014.
Monseigneur Maupu est un cousin du père de l'actrice française Sophie Maupu[réf. nécessaire], notoirement connue sous le nom de Sophie Marceau.